# Gianfrancesco Negroni
Gianfrancesco Negroni (né le 3 octobre 1629 à Gênes, alors dans la république de Gênes et mort le 1er janvier 1713 à Rome) est un cardinal italien de la fin du XVIIe siècle et du début du XVIIIe siècle.

## Biographie
Gianfrancesco Negroni est gouverneur des villes de Terni, Fabriano, Jesi, Spolète, Frosinone et Orvieto (1664), et vice-légat dans les provinces de Romandiola, Ombrie et Campagne. Puis il est clerc de la Chambre apostolique et président des Annona (1669) et trésorier-général de la Chambre apostolique (1681).
Il est créé cardinal par le pape Innocent XI lors du consistoire du 2 septembre 1686. 
Le cardinal Negroni est nommé évêque de Faenza et légat apostolique à Bologne en 1687. Il participe au conclave de 1689, lors duquel Alexandre VIII est élu pape, et à ceux de 1791 (élection d'Innocent XII) et de 1700 (élection de Clément XI). Il renonce au gouvernement de son diocèse en 1697.

### Sources
- Fiche du cardinal Gianfrancesco Negroni sur le site fiu.edu